# Taranói Boldog Ágoston
Taranói Boldog Ágoston (olaszul Beato Agostino Novello) (Tarano v. Termini Imerese, 1240– Siena, 1309. május 19.) Matteo da Termini néven született itáliai vallási személyiség.

## Élete
A 13. század első felében született szicíliai faluban látta meg a napvilágot, ahonnan a vezetéknevét származtatta. Mivel faluja Palermo közelében volt, néha Palermitanónak is hívják. Az Ágoston-rendiek viszont úgy vélik, hogy Taranóban született (Rieti közelében, Rómától nem messze, északra). A rendbe való belépésekor vette fel az Ágoston nevet, később a Novello megkülönböztető nevet kapta.
Matteo szülei, akik egy nemesi családból származnak, Spanyolországból, Katalóniából, a leggondosabb oktatásban részesítették az összes akkor ismert tudományból. A Bolognai Egyetemen polgári és kánonjogi doktorátust szerzett, és jogi professzor lett. A Szicíliai Királyság kancelláriáján dolgozott Manfréd szicíliai király udvarában.
Ebben a minőségében elkísérte a királyt az Anjou I. Károly szicíliai király elleni háborúba, aki vitatta Manfréd jogát Szicília koronájához. A beneventói csatában, amelyben Manfrédet megölték, és hadseregét kiszorították, Matteo megsebesült. Azt hitték, hogy meghalt, így a csatatéren hagyták más katonák holtteste mellett. Magához tért, és hazajutott. A világból és minden földi dicsőség elmúlásából kiábrándulva elhatározta, hogy elhagy minden világi kitüntetést és méltóságot.
E döntés után laikus testvérként felvételét kérte a Szent Ágoston-rendbe, és egy szicíliai kolostorba fogadták be. Ott vette fel az Ágoston nevet. A világ számára ismeretlenül, távol otthonától és népétől, magát a kegyesség gyakorlásának szentelve, nyugodtan élt ott, amíg egy előre nem látható esemény a világ elé vezette.
A kolostorhoz tartozó egyes ingatlanok jogait egy helyi püspök követelte. Az ágostonosokat Siena tanult ügyvédje, Giacomo Pallares képviselte, aki egykori kollégájaként ismerte Ágostont, s nem vesztegette az idejét, hogy tájékoztassa az egyházi hatóságokat Ágoston személyazonosságáról. Azt tanácsolta nekik, hogy ne tartsanak homályban egy ilyen nagy tudóst.
Amikor Osement Kelemen, a rend generálisa erről értesült, engedelmességre kényszerítette Ágostont, hogy fogadja el a Szent Rendeket, és Rómába vitte, ahol Agostino megreformálta a rend alkotmányait, IV. Miklós pápa kinevezte Agostinót gyóntatójává és az Apostoli Penitenciária vezetőjévé tette. Olyan állást adva neki, amelyet csak engedelmességgel fogadott el. Ágostont 1298-ban választották meg rendje első generálisának. Annak ellenére, hogy megpróbálta visszautasítani ezt a pozíciót, a pápa elrendelte, hogy fogadja el. 1300-ban lemondott hivataláról, és élete hátralévő tíz évét a  San Leonardo al Lago remeteségben töltötte.
Visszavonultságában nemcsak a vallási állapotnak megfelelő erények gyakorlásának szentelte magát, hanem a környező falvak és a közeli Siena népének is szolgált. Mély alázatáról és a szemlélődésszeretetéről ismerték, és tisztelték. Fontos szerepet játszott a sienai Santa Maria della Scala kórház megalapításában, és egy sor iránymutatást készített a kórházi közösség számára.

## Tisztelete
1309. május 19-én hunyt el, San Leonardóban, és eredetileg a sienai Szent Ágoston-templomban őrzött ereklyéit később a szicíliai Termini Imeresébe továbbították, ahol szobra a székesegyház homlokzatán található. A Boldog Ágoston közbenjárása során végbement csodák közül sokat igazoltak és hitelesítettek. XIII. Kelemen pápa 1761-ben ünnepélyesen boldoggá avatta, XIV. Kelemen pedig 1770. július 23-án engedélyezte kultuszát.

### Ikonográfia
Ágostont hagyományosan a jobb füle mellett lebegő „suttogó angyal”-lal ábrázolják, ami isteni ihletettségére utal.

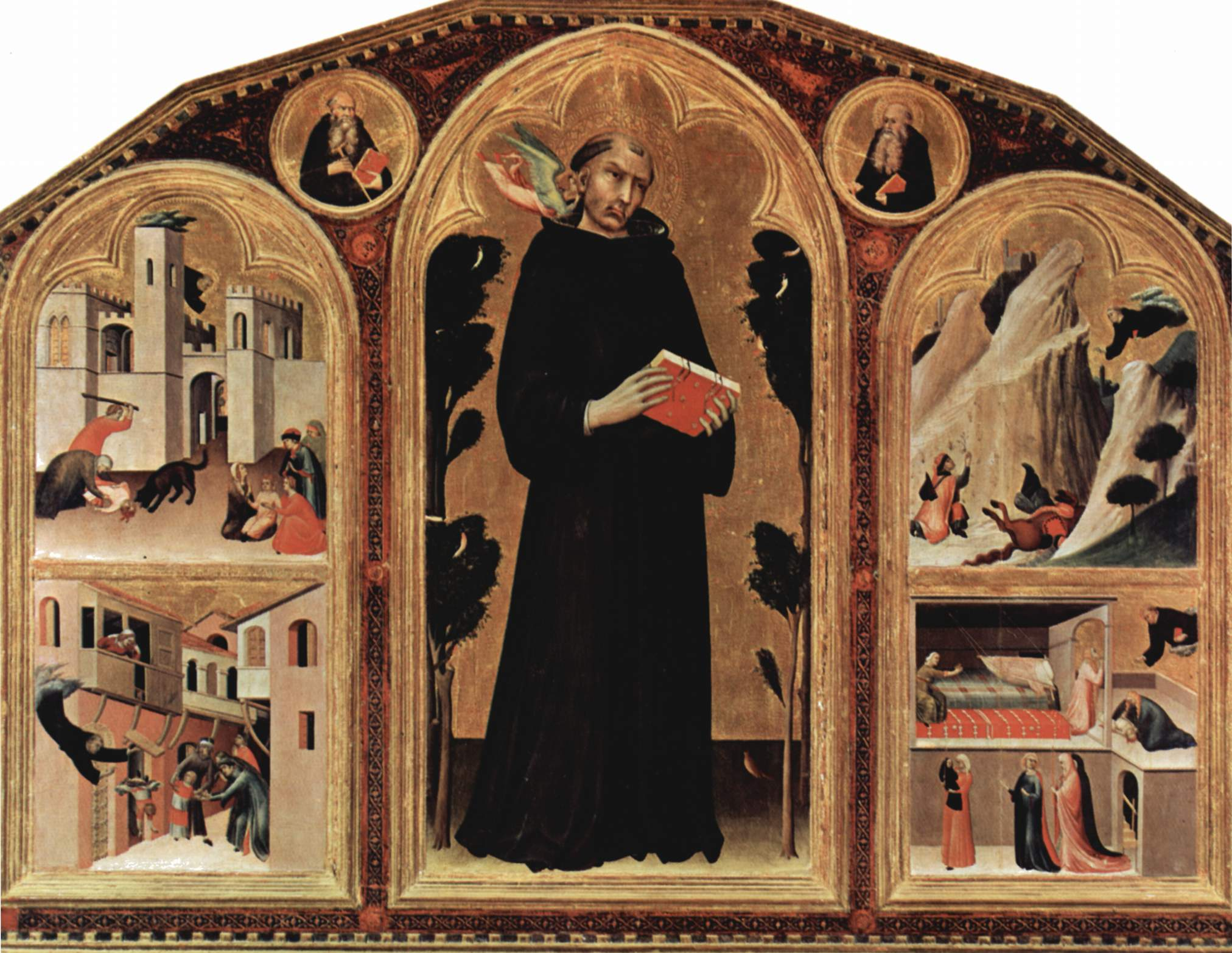
Simone Martini Triptichonja

Simone Martini oltárképet festett róla, amely öt táblából áll, őt és négy csodatételét ábrázolja. A táblakép eredetileg a Szent Ágoston-templomban függött a falon Boldog Ágoston koporsója fölött. A neki szentelt oltárral együtt a koporsó és a táblakép egy jellegzetes emlékegyüttest alkotott. A táblaképet csak hozzávetőlegesen tudták datálni, 1324-ben valószínűleg már kész volt, amikor a város nagyszabású és költséges ünnepségsorozatot tartott Boldog Ágoston tiszteletére. A táblakép közepén a fiatal arccal ábrázolt Ágoston áll könyvvel (az Ágoston-rend szabályzatával) a kezében. A festő dicsfénnyel ábrázolta, pedig nem avatták szentté. A mellette látható fák és a fölötte lévő medalionokba festett idős remeték a világtól elvonult remeteéletre utalnak, amit San Leonardo al Lagóban folytatott. A négy csoda mindegyike balesetet szenvedett emberek (három esetben gyerekek) számára nyújtott segítségéről szól. A „Gyermeket megtámadó farkas csodája” jeleneten Siena városa, „Az erkélyről lezuhanó gyermek csodája” jeleneten a város egyik utcája, a „Bölcsőből kizuhanó gyermek csodája” jeleneten egy ház belseje, a „Szakadékba zuhanó lovag csodája” jeleneten Siena környéke látható a háttérben.

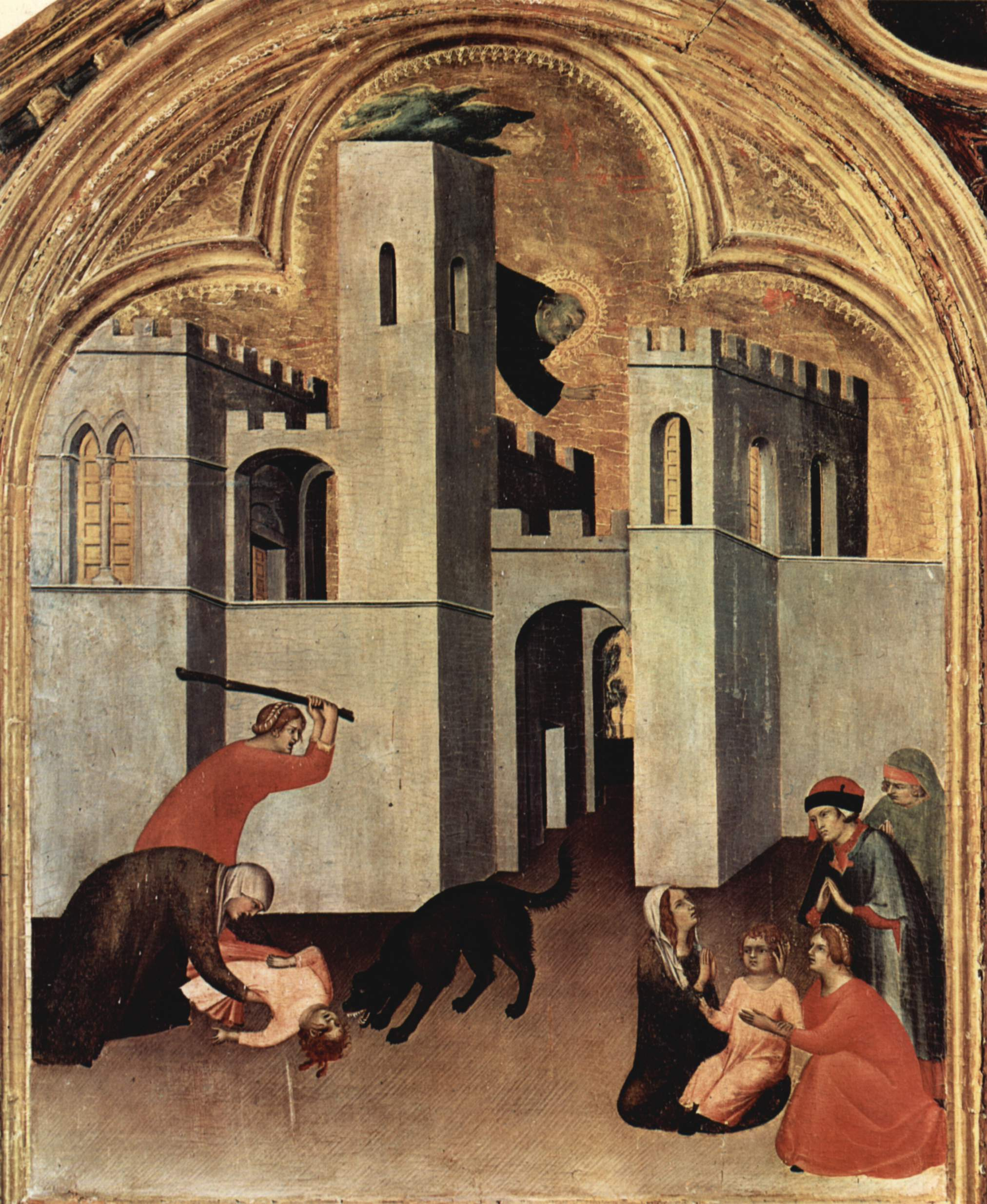
A gyermeket megtámadó farkas csodája
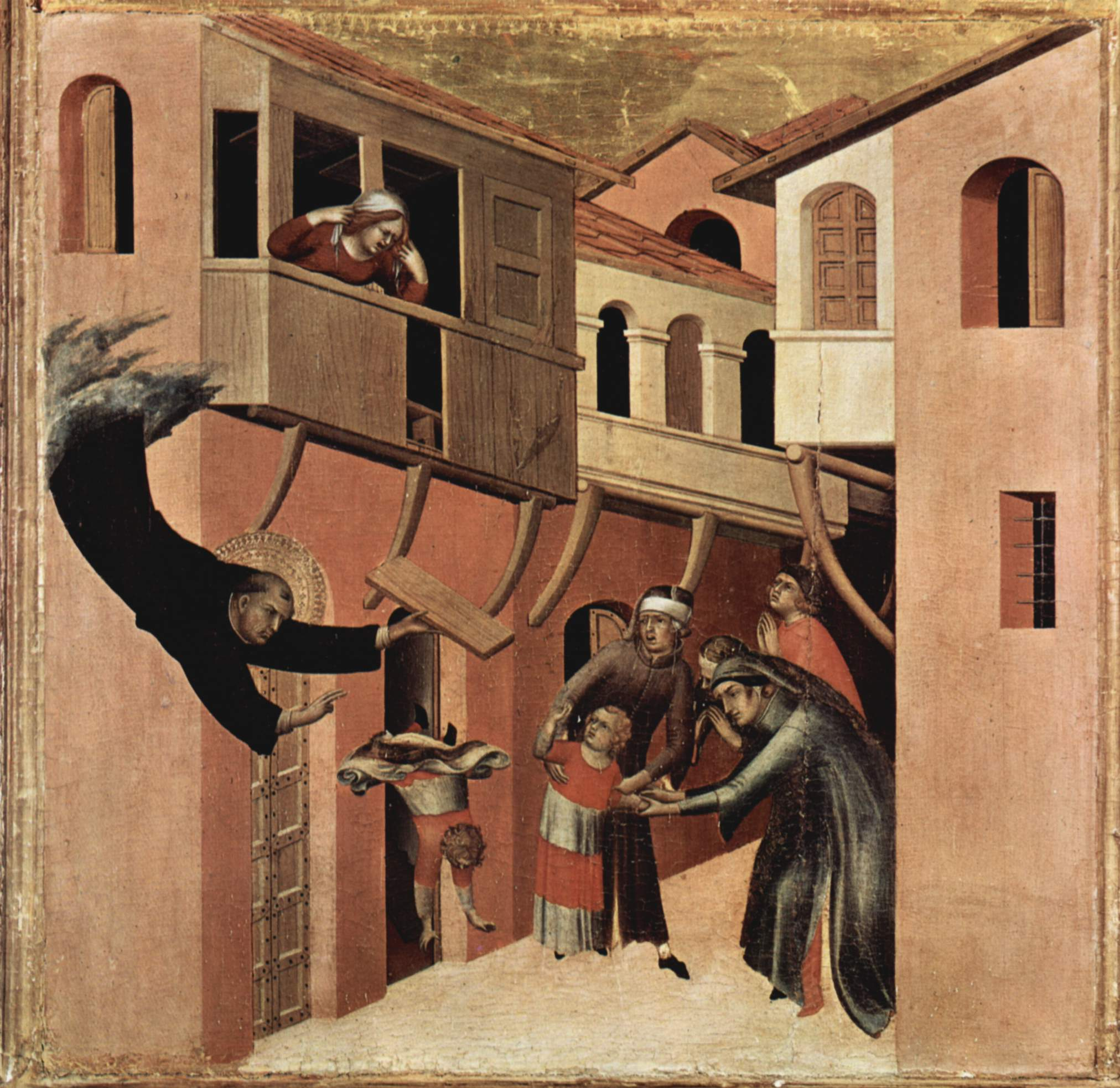
Az erkélyről lezuhanó gyermek csodája
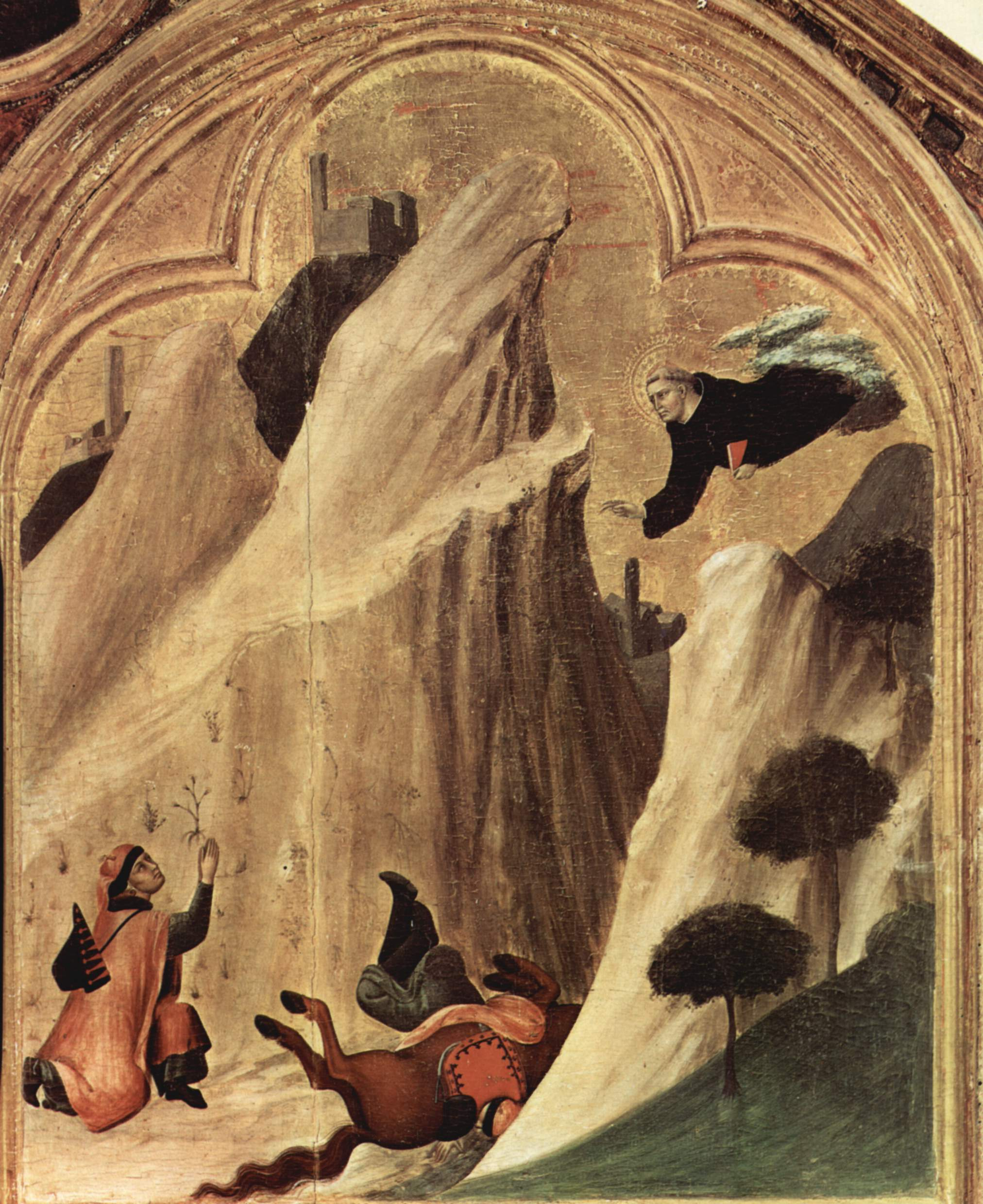
A szakadékba zuhanó lovag csodája
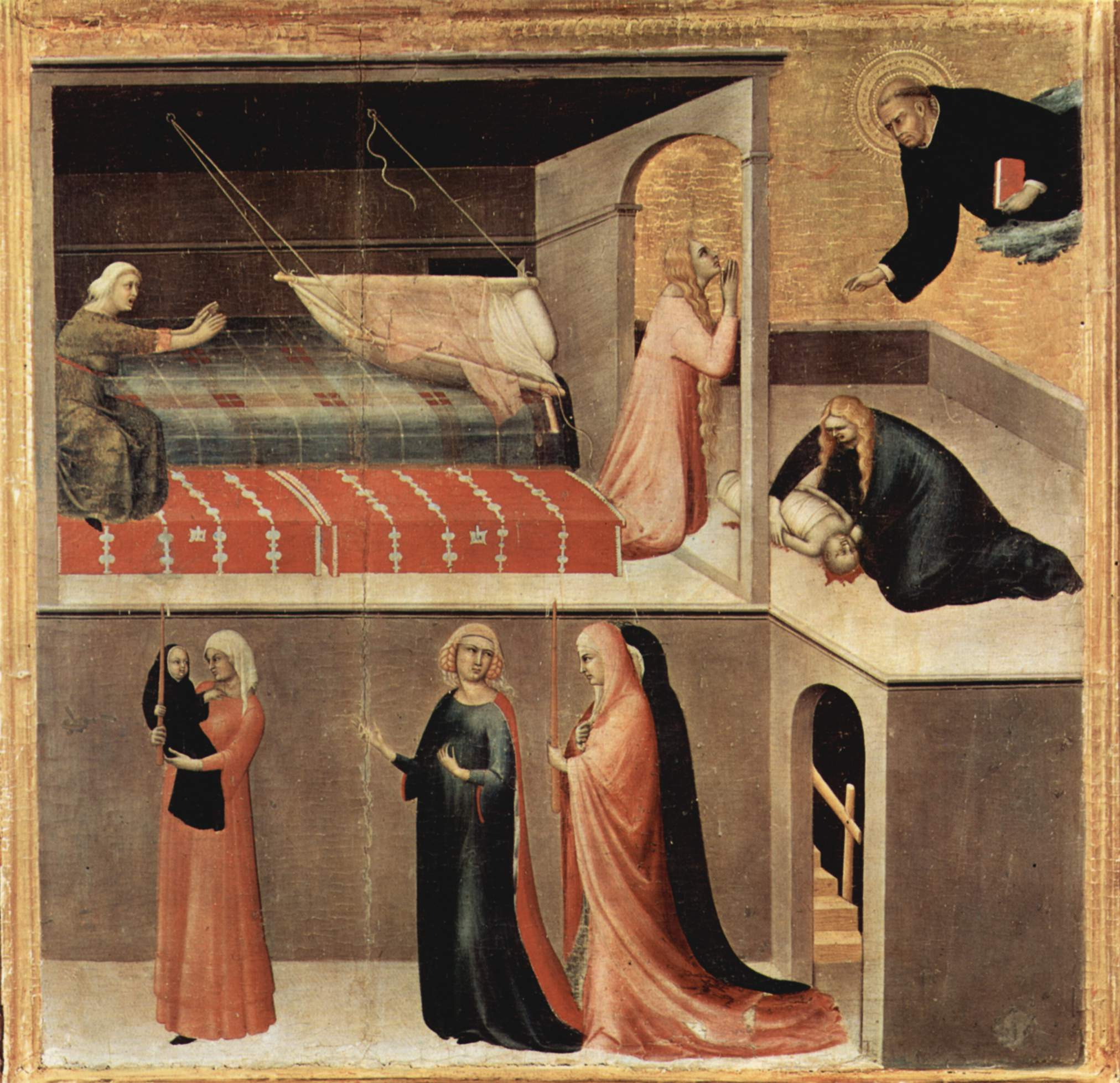
A bölcsőből kizuhanó gyermek csodája

### Fordítás
Ez a szócikk részben vagy egészben  az   Agostino Novello című angol Wikipédia-szócikk ezen változatának fordításán alapul.  Az eredeti cikk szerkesztőit annak laptörténete sorolja fel. Ez a jelzés csupán a megfogalmazás eredetét és a szerzői jogokat jelzi, nem szolgál a cikkben szereplő információk forrásmegjelöléseként.